# Soldatens återkomst
Soldatens återkomst är en roman av Eyvind Johnson utgiven 1940.
Den handlar om en soldat som återvänder till en stillsam by på den svenska landsbygden och blir överfallen och misshandlad. Han hittas liggande mitt på vägen i sommarnatten och dör till slut. I romanen ställs hans upplevelser från krig i Europa, skildrade som febriga minnen i inre monologer, i kontrast mot de triviala ting som sysselsätter de bybor som samlats vid hans dödsbädd.